# Adolf Laufs
Adolf Laufs (* 18. November 1935 in Tuttlingen; † 3. Januar 2014) war ein deutscher Rechtswissenschaftler und Rechtshistoriker. Er gilt als Doyen des Medizinrechts.

## Leben
Adolf Laufs, Sohn aus einer Arztfamilie, studierte ab 1955 Rechtswissenschaften an der Albert-Ludwigs-Universität Freiburg sowie an der Freien Universität Berlin und der Hochschule für Verwaltungswissenschaften Speyer. In Freiburg wurde er Mitglied der katholischen Studentenverbindung K.D.St.V. Arminia Freiburg im Breisgau im CV. 1961 wurde er bei Hans Thieme in Freiburg mit der Dissertationsschrift Die Verfassung und Verwaltung der Stadt Rottweil 1650–1806 zum Dr. iur. promoviert. 1963 absolvierte er seine zweite juristische Staatsprüfung in Stuttgart und war in Tuttlingen als Rechtsanwalt tätig. 1968 habilitierte er sich in Freiburg mit der Schrift Der schwäbische Kreis. Studien über Einigungswesen und Reichsverfassung im deutschen Südwesten zu Beginn der Neuzeit.
1969 erhielt er einen Ruf auf den Lehrstuhl für Deutsche Rechtsgeschichte, Deutsches Privatrecht und Bürgerliches Recht an die Ruprecht-Karls-Universität Heidelberg, zudem war er Direktor des Instituts für geschichtliche Rechtswissenschaft. Von 1979 bis 1982 war er Rektor der Heidelberger Universität. 1984 wechselte er an die Eberhard Karls Universität Tübingen, kehrte aber 1988 wieder nach Heidelberg zurück. 1998 war er Mitgründer und Mitdirektor des Instituts für Deutsches, Europäisches und Internationales Medizinrecht, Gesundheitsrecht und Bioethik der Universitäten Heidelberg und Mannheim (IMGB). Er war Mitglied der Vereinigung für Verfassungsgeschichte.

## Wirken
Adolf Laufs engagierte sich zudem beim Aufbau der Universität Trier und der Universität Konstanz. 1998 war er Mitinitiator des Ladenburger Manifests, einer Protestnote des Deutschen Juristentages zu Auswüchsen der Universitätsreformen. 1992/1993 war er am Aufbau der juristischen Fakultät der TU Dresden beteiligt.
Laufs war langjähriger Vorsitzender der Akademiekommission für das Deutsche Rechtswörterbuch. Von 1978 bis 2000 war er Vorstandsmitglied der Kommission für geschichtliche Landeskunde in Baden-Württemberg, die unter anderem den Historischen Atlas von Baden-Württemberg herausgibt. Er war Gründungsmitglied und von 1990 bis 1992 Präsident der Deutschen Gesellschaft für Medizinrecht (DGMR). Er gehörte langjährig den Ethikkommissionen der Universitäten in Heidelberg und Tübingen an, bis 2003 zudem der Ethikkommission der Landesärztekammer Stuttgart. Bis 2002 war er Mitglied der Zentralen Kommission zur Wahrung ethischer Grundsätze in der Medizin und ihren Grenzgebieten.
Laufs hat zahlreiche wissenschaftliche Arbeiten veröffentlicht. Maßgeblich waren sein 1983 zusammen mit Bernd-Rüdiger Kern erschienenes Werk Die ärztliche Aufklärungspflicht und 1992 Fortpflanzungsmedizin und Arztrecht. Standardwerk in Wissenschaft und Rechtsprechung ist das mit Wilhelm Uhlenbruck verfasste Handbuch des Arztrechts. Er war 1982 Mitherausgeber, 1985 Schriftleiter, später Autor für die Fachzeitschrift Medizinrecht (MedR).

## Ehrungen und Auszeichnungen
- Ordentliches Mitglied der Heidelberger Akademie der Wissenschaften (1976)
- Bundesverdienstkreuz des Verdienstordens der Bundesrepublik Deutschland
- Dr. iur. h. c. der Universität Montpellier (1982)
- Ehrenmitglied der Deutschen Gesellschaft für Rechtsmedizin (1998)
- Ehrenzeichen der deutschen Ärzteschaft (2003)[1]

## Schriften (Auswahl)
- Rechtsentwicklungen in Deutschland. Ein rechtsgeschichtliches Arbeitsbuch. de Gruyter, Berlin 1973, ISBN 3-11-003656-8. Zahlreiche weitere Auflagen. Die 4. Auflage 1991 wurde unter CC-BY-NC-ND 4.0 veröffentlicht als digitaler Reprint, De Gruyter Book Archive – OA Title, 2019, ISBN                                     9783110880618, doi:10.1515/9783110880618.
- Der jüngste Reichsabschied von 1654. Abschied der Römischen Kaiserlichen Majestät und gemeiner Stände, welcher auf dem Reichstag zu Regensburg im Jahr Christi 1654 aufgerichtet ist. Frankfurt/M. 1975, ISBN 3-261-01645-0.
- Die Reichskammergerichtsordnung von 1555. Hrsg. und Einleitung. Unter Mitarbeit von Christa Belouschek und Bettina Dick, Köln 1976, ISBN 3-412-03575-0.
- Arztrecht. München 1977, ISBN 3-406-04689-4 (= NJW-Schriftenreihe, Bd. 29). Zahlreiche weitere Auflagen.
- Eduard Lasker. Ein Leben für den Rechtsstaat, Göttingen 1984.
- Handbuch des Arztrechts. München 1992, ISBN 3-406-30524-5. Zahlreiche weitere Auflagen.
- Persönlichkeit und Recht. Gesammelte Aufsätze. Baden-Baden 2001, ISBN 3-7890-7375-X.